# Criza petrolului din 1973

Graficul arată variaţia preţului petrolului între anii 1961-2007, arătând două vârfuri în anii 1973 și 1979.

Criza petrolului din 1973, denumită și Prima criză petrolieră a început în octombrie 1973, când OPEC (avându-i ca membri la acea dată și Egiptul, Siria și Tunisia) a proclamat embargo asupra livrărilor de petrol. 
La începutul aceluiași an Egiptul și Siria, cu sprijinul altor țări arabe au lansat un atac surpriză împotriva Israelului, în cea mai sfântă zi din calendarul evreiesc, Iom Kipur, declanșând astfel Războiul de Iom Kipur. Deoarece Israel a fost copleșit numeric de trupele arabe, (în Înălțimile Golan 1.400 tancuri siriene se confruntau cu 180 tancuri israeliene, iar lângă Canalul Suez 80.000 militari egipteni au atacat cei 500 soldați israelieni de pe partea cealaltă a Canalului, SUA a decis ca printr-un pod aerian să trimită armament pentru completarea stocurilor israeliene. Cu ajutorul livrărilor de armament și muniție de la SUA, Țahalul a reușit să oprească ofensiva țărilor arabe și să stabilizeze situația. 
Ca răspuns, membrii OPEC în datele de 16 și 17 octombrie 1973 s-au reunit la o ședință în Kuweit și au decis să „pedepsească” SUA instituind embargo asupra livrărilor de petrol țărilor care au susținut Israelul.
Criza a durat până în martie 1974.
Embargoul petrolier a afectat SUA, aliații săi din Europa de Vest și în special Japonia. Prețul barilului de petrol într-un an a crescut în scurt timp de aproape patru ori, de la 3 dolari la 12 dolari. (vezi figura). 
Următoarea criză de petrol a avut loc în  1979. Datorită posibilității menținerii pe termen lung a prețului mare a petrolului, întreruperea livrărilor, între aliații în interiorul NATO s-a produs o ruptură adâncă. Câteva țări din Europa și Japonia s-au disociat imediat de politica SUA din Orientul Mijlociu. Producătorii de petrol arabi au condiționat sfârșitul embargoului de succesul SUA de a realiza pacea în Orientul Mijlociu. 
Administrația Nixon a început imediat negocieri în paralel cu țările arabe, Egipt, Siria și Israel pentru a obține retragerea trupelor israeliene din peninsula Sinai și Înălțimile Golan după ce arabii se vor retrage de pe teritoriile israeliene. Până în data de 18 ianuarie 1974 secretarul de stat american Henry Kissinger a negociat retragerea trupelor israeliene de pe o parte a peninsulei Sinai. Rezultatele obținute și promisiunea continuării negocierilor a fost suficiente ca să convingă producătorii arabi de petrol ca în martie 1974 să ridice embargoul.

## Preliminarii

#### Vârful de producție de petrol al Statelor Unite ale Americii

Variaţia producţiei şi importului de ţiţei american între. Pe grafic se observă faptul că vârful importului încep odată cu depăşirea vârfului de producţie, embargoul neavând practiv niciun efect.

Specialiștii în domeniul petrolului consideră că motivul principal al primei crize a petrolului a fost faptul că SUA, cel mai mare producător de petrol din lume a trecut prin vârful producției de petrol, extracția de petrol, cu toate că cererea creștea neîncetat, a început să scadă. 
În urma acestei scăderi președintele Nixon l-a numit pe James Akins să evalueze capacitatea de producție de petrol a SUA, rezultatele deși nu au fost comunicate presei, au fost alarmante: nu există posibilități de rezervare și producția ar putea numai să scadă.

#### Înființarea OPEC
Organizația Țărilor Exportatoare de Petrol, OPEC la momentul înființării sale în 14 septembrie 1960 era formată din 12 state, incluzând Iran, șapte state arabe (Irak, Kuwait, Libia, Qatar, Arabia Saudită, Emiratele Arabe Unite, plus Venezuela, Indonezia, Ecuador și Nigeria.
OPEC s-a format pentru ca să reziste presiunii cu privire la reducerea prețurilor, presiuni venite din partea „Celor șapte surori” (aflate în principal în posesie americană, britanică și olandeză.
La început OPEC funcționa ca centrul de negociere al prețului petrolului din Lumea a treia, limitându-ș activitatea în câștigarea unei cote-părți mai mari din veniturile generate de producția de țiței și un control al producției de țiței al membrilor OPEC.
Ca rezultat ale celor de mai sus și din cauza altor evenimente, OPEC a început să-și exercite puterea sa politică și economică față de țările occidentale ca un bloc unitar.

#### Sfârșitul Acordului de la Bretton Woods
În 15 august 1971, Statele Unite ale Americii s-a retras unilateral din Acordul Bretton Woods renunțând la etalonul de aur (toate emisiunile de bancnote de dolari să fie făcute pe baza unor garanții în aur). În acest sistem dolarul avea acoperire în aur și era fixat în funcție de valoarea aurului, iar valoarea celorlalte valute erau calculate în funcție de dolar. Din momentul părăsirii Sistemului Bretton Woods, dolarul a început „să plutească”.
La scurt timp după aceea, a urmat Marea Britanie, care a lăsat liberă lira sterlină. Națiunile industrializate au urmat exemplul cu monedele lor respective. În anticiparea fluctuației monedelor stabilizate împotriva celorlalți, națiunile industrializate au crescut, de asemenea, rezervele lor monetare (prin tipărirea de bani) în cantități mult mai mari decât oricând înainte.
Rezultatul a fost o depreciere a valorii dolarului american, precum și ale altor valute ale lumii. Pentru că prețul petrolului era stabilit în dolari, acest lucru a însemnat că producătorii de petrol au beneficiat venituri reale mai mici pentru același preț al petrolului. 
Ca urmare OPEC a emis un comunicat comun prin care a precizat că de atunci,  prețul barilului de petrol va fi calculat pe baza prețului aurului.
Acest lucru a condus la „Criza petrolului” de la mijlocul anilor 1970. În anii de după 1971, OPEC a reajustat lent prețurile pentru ca acestea să reflecte  deprecierea. Din 1947-1967, prețul petrolului în dolari SUA a crescut cu mai puțin de 2% pe an. 

Până la Criza petrolului, prețul a rămas destul de stabil față de alte valute și produse de bază, dar dintr-o dată a devenit extrem de volatil. Miniștrii OPEC nu au dezvoltat mecanismele instituționale pentru a actualiza prețurile suficient de rapid pentru a ține pasul cu schimbarea condițiilor de piață, astfel încât veniturile lor reale au rămas aceleași pentru mai mulți ani. Creșterile substanțiale de preț între 1973-1974 au prins în mare parte în urmă veniturile lor de pe vremea Acordului de la Bretton Woods, în ceea ce privește nivelurile prețurilor principalelor mărfuri, cum ar fi aurul. 

#### Războiul de Iom Kipur
La 6 octombrie 1973 Egiptul a atacat Linia Bar-Lev în Peninsula Sinai, iar Siria a lansat o ofensivă în Înălțimile Golan, ambele ocupate de Israel în timpul Războiului de șase zile din 1967. La 12 octombrie 1973, președintele american Richard Nixon a autorizat Operațiunea Nickel Grass, o livrare strategică de arme și provizii Israelului pentru a-și înlocui pierderile de materiale  , după ce Uniunea Sovietică a început să trimită arme către Siria și Egipt. 
În ziua următoare, pe 17 octombrie, producătorii de petrol arabe au redus producția cu 5% și au instituit un embargo asupra aliaților israelieni: Statele Unite, Olanda, Rodesia, Africa de Sud și Portugalia  Saudi Arabia only consented to the embargo after Nixon's promise of $2.2billion in military aid to Israel.. 
Arabia Saudită a consimțit embargoul doar după ce Nixon a promis Israelului un ajutor militar în valoare de 2,2 miliarde de dolari.  Embargoul a fost însoțit de reduceri treptate de producție lunară - până în decembrie, producția fiind redusă la 25% din nivelul din septembrie.  Aceasta a contribuit la o tensiune sporită între Statele Unite și aliații europeni care au acuzat SUA că a provocat un embargo prin acordarea de asistență Israelului . OAPEC a cerut retragere israeliană completă din toate teritoriile dincolo de frontiera de armistițiu din 1949. 

## Embargoul petrolier arab
Țările arabe producătoare de petrol au încercat să folosească petrolul pentru a influența evenimentele politice în două ocazii anterioare - prima ocazie a fost Criza Suezului în 1956, când Regatul Unit, Franța și Israel au invadat Egiptul. În timpul conflictului, sirienii au sabotat atât conductele trans-arabe, cât și conducta Irak-Baniyas, care a întrerupt furnizarea de petrol către Europa de Vest. 
A doua oară a fost când a izbucnit un război între Egipt și Israel în 1967, dar, în ciuda dușmăniei Egiptului și Siriei împotriva Israelului, embargoul a durat doar câteva luni. Majoritatea specialiștilor sunt de acord că embargoul din 1967 a fost ineficient.
Deși unii membri ai Organizației Statelor Arabe Exportatoare de Petrol (OAPEC)  au sprijinit folosirea petrolului ca armă pentru a influența rezultatul politic al conflictului arabo-israelian, Arabia Saudită a fost, în mod tradițional, cel mai puternic susținător al separării petrolului de politică.

## Cronologie
- Ianuarie 1973 - Accidentul bursier din 1973–74 începe ca urmare a presiunii inflației și a sistemului monetar în prăbușire.
- 23 august 1973 - În pregătirea războiului din Yom Kippur, regele saudit Faisal și președintele egiptean Anwar Sadat se întâlnesc la Riyadh și negociază în secret un acord prin *care arabii vor folosi „arma petrolieră” ca parte a conflictului militar.
- 6 octombrie - Egiptul și Siria atacă pozițiile israeliene asupra Yom Kippur, începând războiul arabo-israelian din 1973.
- Noaptea de 8 octombrie - Israelul intră în alertă nucleară completă. Kissinger este informat în dimineața zilei de 9 octombrie. Statele Unite încep să aprovizioneze Israelul.
- 8-10 octombrie - Negocierile OPEC cu marile companii petroliere pentru revizuirea acordului de preț de la Teheran din 1971 eșuează.
- 12 octombrie - Statele Unite inițiază Operațiunea Nickel Grass, un transport aerian strategic pentru a furniza arme și provizii de înlocuire Israelului. Aceasta a urmat *mișcărilor sovietice similare pentru a furniza partea arabă.
- 16 octombrie - Arabia Saudită, Iran, Irak, Abu Dhabi, Kuweit și Qatar cresc prețurile înregistrate cu 17% la 3,65 dolari pe baril și anunță reduceri ale producției.
- 17 octombrie - Miniștrii petrolului OAPEC sunt de acord să folosească petrolul pentru a influența sprijinul Occidentului asupra Israelului. Aceștia au recomandat un embargou împotriva statelor neconforme și au obligat reducerile la export.
- 19 octombrie - Nixon solicită Congresului să aloce 2,2 miliarde de dolari în ajutor de urgență pentru Israel, ceea ce declanșează un răspuns colectiv arab. Libia proclamă imediat un embargo asupra exporturilor de petrol către SUA. Arabia Saudită și alte state arabe producătoare de petrol urmează a doua zi.
- 26 octombrie - Războiul Yom Kippur se încheie.
- 5 noiembrie - Producătorii arabi anunță o reducere a producției de 25%. O altă reducere de 5% este amenințată.
- 23 noiembrie - Embargoul arab se extinde în Portugalia, Rodezia și Africa de Sud.
- 27 noiembrie - Nixon semnează Legea privind alocarea de urgență a petrolului care autorizează controalele de preț, producție, alocare și comercializare.
- 9 decembrie - Miniștrii arabi ai petrolului sunt de acord cu o altă reducere a producției de cinci la sută pentru țările neprietenoase în ianuarie 1974.
- 25 decembrie - Miniștrii arabi ai petrolului anulează reducerea producției din ianuarie. Ministrul petrolier saudit Ahmed Zaki Yamani promite o creștere a producției OPEC cu zece la sută.
- 7-9 ianuarie 1974 - OPEC decide să înghețe prețurile până la 1 aprilie.
- 18 ianuarie - Israelul semnează un acord de retragere pentru a se retrage în partea de est a Canalului Suez.
- 11 februarie - Kissinger dezvăluie planul de independență a proiectului pentru independența energetică a SUA.
- 12-14 februarie - Progresul în dezangajarea arabo-israeliană declanșează discutarea strategiei petroliere în rândul șefilor de stat din Algeria, Egipt, Siria și Arabia Saudită.
- 5 martie - Israel își retrage ultimele trupe din partea de vest a Canalului Suez.
- 17 martie - Miniștrii arabi ai petrolului, cu excepția Libiei, anunță sfârșitul embargoului SUA.
- 31 mai - Diplomația lui Kissinger produce un acord de dezangajare pe frontul sirian.
- Decembrie 1974 - Criza bursieră din 1973–74 se încheie.